# Lim Hyo-jun
Lim Hyo-jun (kor. 임효준; ur. 29 maja 1996 w Daegu) – południowokoreański zawodnik short tracku, dwukrotny medalista olimpijski z Pjongczangu.
W młodości trenował pływanie, jednakże po uszkodzeniu błony bębenkowej nie mógł uprawiać tego sportu, więc zmienił dyscyplinę. Short track zaczął trenować w drugiej klasie szkoły podstawowej.
W 2012 roku wystartował na igrzyskach olimpijskich młodzieży, na których zdobył złoty medal na 1000 m i srebrny na 500 m. W 2017 roku wystąpił na uniwersjadzie, na której zajął 4. miejsce na 500 m, a także był członkiem sztafety południowokoreańskiej, która w finale A została zdyskwalifikowana.
W 2018 roku wziął udział w igrzyskach olimpijskich w Pjongczangu, na których zdobył złoty medal na 1500 m, ustanawiając czasem 2:10,485 nowy rekord olimpijski na tym dystansie i zdobywając pierwszy na tych igrzyskach złoty medal dla Korei Południowej. Wywalczył również brązowy medal na 500 m z czasem 39,919, a także był 4. na 1000 m z czasem 1:33,312 oraz w sztafecie 5000 m.
W 2019 został mistrzem świata w wieloboju.
W sezonie 2017/2018 dwukrotnie wystartował w Pucharze Świata: w Budapeszcie i Seulu. W stolicy Węgier wygrał na 1000 i 1500 m oraz był drugi na 500 m, natomiast w stolicy Korei Południowej wygrał w sztafecie 5000 m, natomiast indywidualnie jego najlepszym wynikiem było 6. miejsce na 500 m.